# 1528
سنة 1528 م كانت سنة كبيسة تبدأ يوم الأربعاء (الرابط يظهر نموذج التقويم الكامل للسنة) من التقويم اليولياني.

## أحداث
- الجبل الأسود يكتسب الحكم الذاتي تحت السلطة العثمانية.
- تأسست سلطنة فيرق في فيرق دار الرضوان.
- تأسست سلطنة جوهر في جوهر دار التعظيم.

## مواليد
- آدم فون بودنشتاين كاتب ألماني
- أنطونيو فيريرا كاتب برتغالي
- باولو بوي لاعب شطرنج إيطالي
- بينيتو إراولا أرياس مونتانو
- جين الثالثة ملكة نافارا ملكة نافارا
- عبد الله بن علي المؤيد
- ماريا من النمسا
- هنري إستين
- هوندا هيروتاكا ساموراي ياباني

## وفيات
- بانفيلو دي نارفاييز
- جيوفاني دي فيرازانو، مستكشف إيطالي.
- محمود شاه سلطان ملقا، آخر سلاطين ملقا.